# Eduard Geselschap

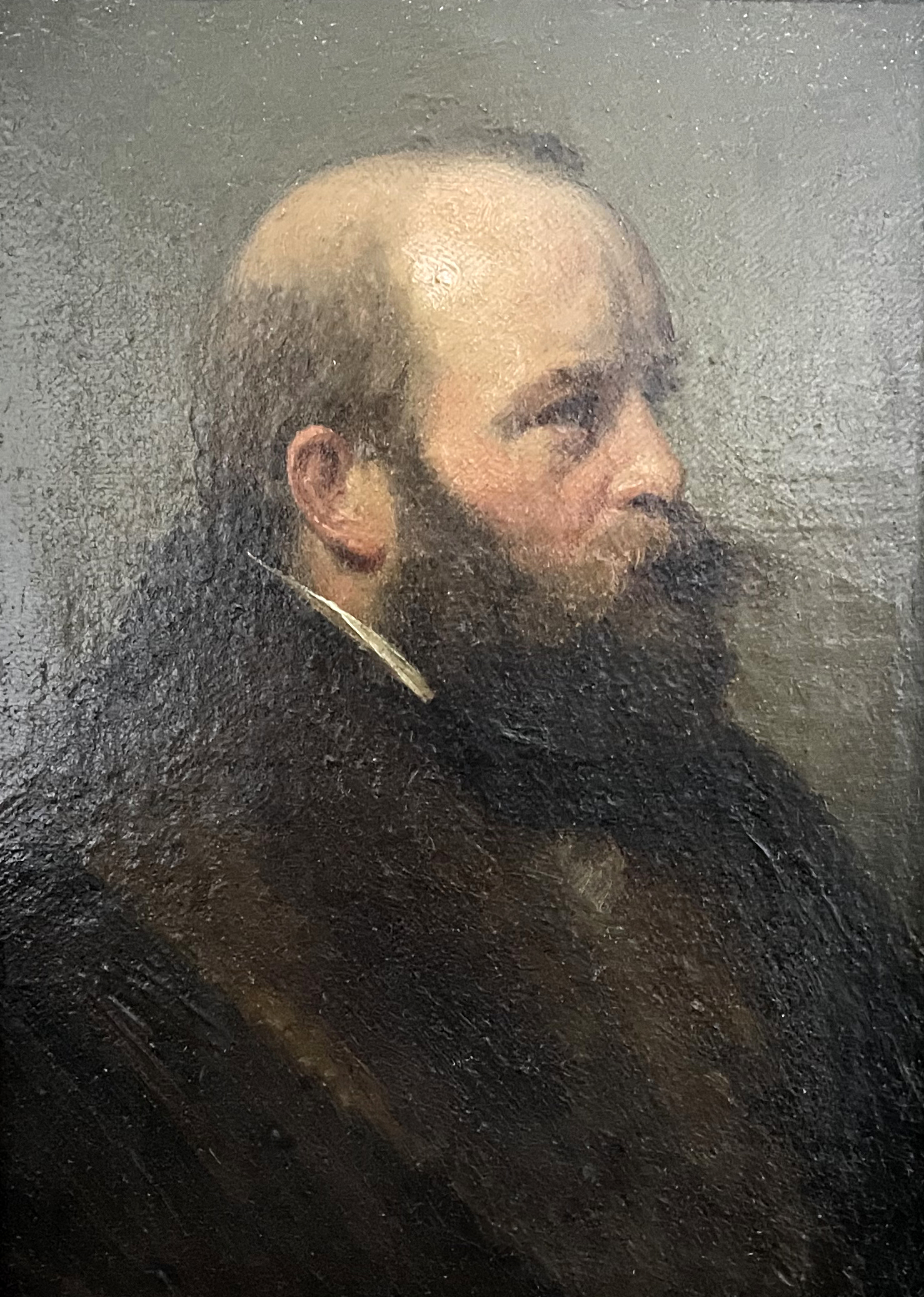
Bildnis von Eduard Gesellschap in der Freundschaftsgalerie (Bildnis Nr. 11) von Friedrich Boser, 1840–1853, Stadtmuseum Landeshauptstadt Düsseldorf

Eduard Geselschap (* 22. März 1814 in Amsterdam; † 5. Januar 1878 in Düsseldorf) war ein deutsch-niederländischer Maler der Düsseldorfer Schule.

## Werdegang
Eduard Geselschap wurde in eine kinderreiche Kaufmannsfamilie geboren. Nach Studien am Gymnasium in Wesel, wo ihn der Maler Johann Friedrich Welsch unterrichtete, studierte Geselschap von 1833 bis 1844/1845 an der Kunstakademie Düsseldorf, unter anderem bei Wilhelm von Schadow. Bis 1841 malte er im Akademiegebäude, dann in einem privaten Atelier.

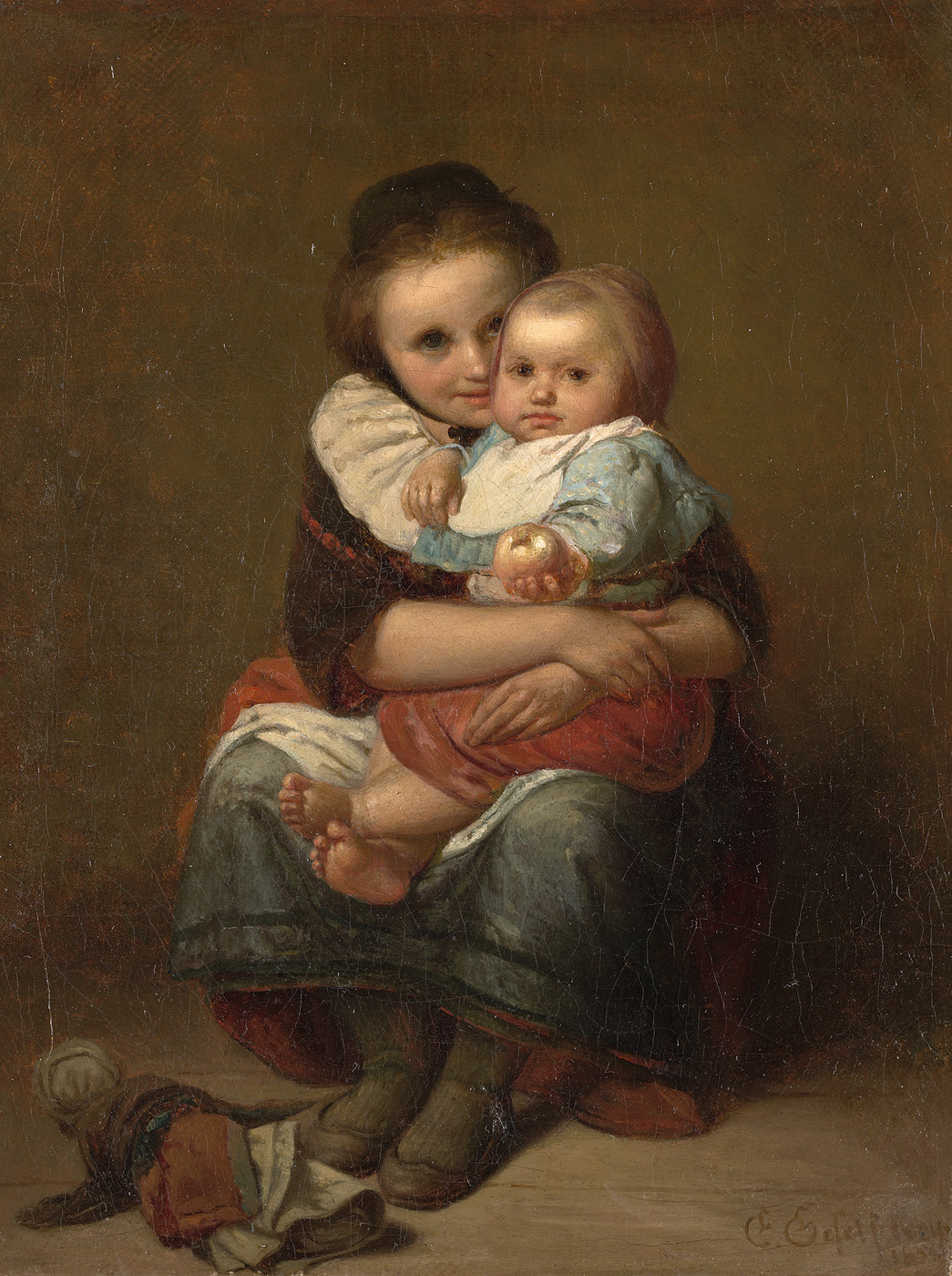
Niedliche Geschwister, 1856

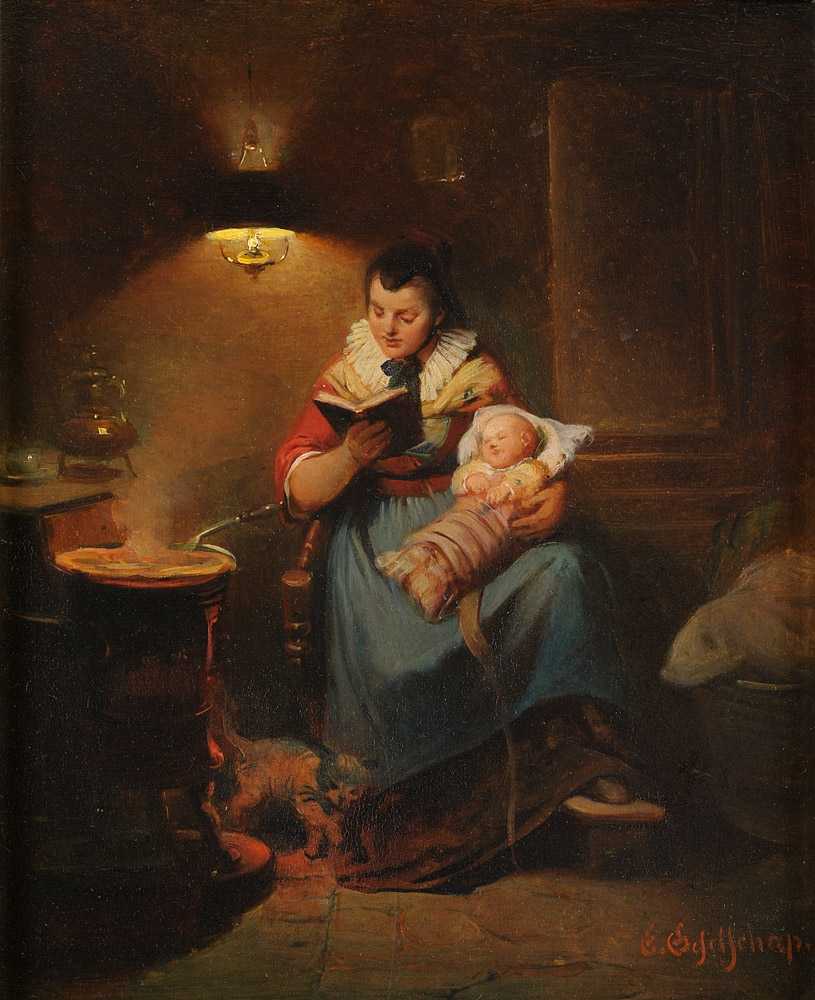
Die Gutenachtgeschichte

Zunächst wandte er sich literarischen Stoffen zu (Faust im Studierzimmer, 1839; Götz von Berlichingen vor dem Rat in Heilbronn, 1842; Valentins Tod nach Goethes Faust, 1844; Romeo und Julie in der Gruft, 1845), dann biblischen Themen (Grablegung Christi, 1846; Herodias mit dem Haupte des Johannes, 1847; Anbetung der heiligen drei Könige, 1847). Nach Aufenthalten in Belgien und den Niederlanden, die sich in seinen Arbeiten als „belgisches Kolorit“ niederschlugen, befasste er sich als Historienmaler mit der Geschichte des Dreißigjährigen Krieges (Auffindung der Leiche Gustav Adolfs, 1848; Nachtlager wallensteinischer Soldaten in einer Kirche, 1849). Im Revolutionsjahr 1848 gehörte Geselschap zu den Gründern des Künstlervereins Malkasten. In den 1850er Jahren fand er mit der Genremalerei das Hauptfach seines Schaffens, wobei er es in spätromantischer Manier vorzog, gemütliche Szenen aus dem Volks-, Haus- und Familienleben zu komponieren, oft illuminiert von warmem Lampen- und Kerzenlicht (Der St. Nikolaus-Abend, 1852; Musikalische Abendgesellschaft; Der Weihnachtsmorgen; Familienbad, 1855; Niedliche Geschwister, 1856; Der Martinsabend, 1858 und 1870; Mutter mit Kind (Mutterglück), 1859; Kleines Kind mit Hund, 1860; Die Wiege; Die Gutenachtgeschichte; Eine stolze Familie, 1863; Familienglück). Einige dieser Gemälde fanden in Stichen von Fritz Werner und Alphonse Martinet Verbreitung. 1853 nahm die norwegische Nationalgalerie Christiania ein Werk Geselschaps in ihre Sammlung auf. Im gleichen Jahr stellte Geselschap das Bild Auffindung der Leiche Gustav Adolfs in der Exhibition of the Industry of All Nations im New York Crystal Palace aus. Zur Sanitary Fair New York 1864 stellte Geselschap erneut in New York City aus.
Kunstgeschichtliche Bedeutung kommt Geselschap auch deshalb zu, weil er – zusammen mit dem Maler Karl Heinrich Oeckinghaus – als der Entdecker Theodor Mintrops (1814–1870) gilt. Sie erkannten das Talent des dreißigjährigen Landarbeiters aus Heidhausen, der als Autodidakt das Zeichnen erlernt hatte, und überzeugten den Akademiedirektor Schadow, ihn trotz des Alters 1844 an der Kunstakademie Düsseldorf aufzunehmen. Anschließend zog Mintrop zu Geselschap in eine Wohngemeinschaft, die selbst dann nicht beendet wurde, als Geselschap 1856 Lotte Rose heiratete. Zu dritt unterhielten sie bis zum Tod Mintrops im Jahr 1870 eine innige Beziehung. Mintrop unterrichtete Friedrich Geselschap (1835–1898), den Bruder Eduards. Die Königliche Akademie Amsterdam nahm Eduard Geselschap als ihr Mitglied auf. Geselschap starb 1878 in Düsseldorf-Pempelfort (Sternstraße 41), bereits seit Jahren durch einen Schlaganfall erkrankt.